# Lysmata multiscissa
Lysmata multiscissa is een garnalensoort uit de familie van de Hippolytidae. De wetenschappelijke naam van de soort is voor het eerst geldig gepubliceerd in 1904 door Nobili.